# 卡特 (伊利諾伊州)
卡特（英語：Cartter）是位於美國伊利諾伊州馬里昂縣的一個非建制地區。該地的面積和人口皆未知。

## 地理
卡特的座標為38°42′28″N 88°54′44″W / 38.70778°N 88.91222°W，而該地的平均海拔高度為168米（即551英尺）。